# 奧尼什皮利
50°12′49″N 29°18′31″E / 50.21361°N 29.30861°E
奧尼什皮利（烏克蘭語：Онишпіль）是烏克蘭北部的村莊，隸屬日托米爾州的日托米爾區。該村面積0.19平方公里，海拔高度183米，2001年人口22，人口密度每平方公里115.79人。